# جاكلين آنديري
جاكلين آنديري (بالإسبانية: Jacqueline Andere)‏ أو ماريا إيسبيرنزا جاكلين آنديري آغيلار ولدت بتاريخ (20 أوت 1938) في العاصمة، مدينة مكسيكو٬ بالمكسيك وهي ممثلة مكسيكية.
من أشهر المسلسلات التي شاركت فيها مسلسل بيريجرينا٬ سجينة الماضي٬ امرأة من فولاذ ونساء قاتلات..

## بداياتها الفنية
بدأت حياتها الفنية عام ٬1959 تعد جاكلين واحدة من أكبر النجوم المكسيكية حيث شاركت بالعديد من المسلسلات وكانت أول بداية لها مع مسلسل «حياة لحياة» (بالإسبانية: Vida por Vida)‏،
ومن أعظم الأدوار التي قامت بها تجسيد دور الشريرة المتسلطة وألد خصم ضد الممثلة المكسيكية فيكتوريا روفو في المسلسل المكسيكي «سجينة الماضي» (بالإسبانية: La Madrastra)‏ الذي عرض في المغرب على قناة 2M عام 2009، ومسلسل بيريجرينا الذي عرض على نفس القناة.
كانت متزوجة من خوسيه ماريا فرناندز أونساين لأكثر من 30 عاما٬ منذ سنة 1967 حتى موته سنة 1997. وآنجبت منه طفلة واحدة وهي الممثلة الناجحة شانتال آنديري البالغة من العمر 42 سنة.
بدأت المرحلة الثانية من حياتها الفنية عام 2002 في مسلسل «الأخرى» (بالإسبانية: La Otra)‏٬ أينما شاركت شانتال بدور صغير إلى جانب والدتها في العمل٬
كما ٱختيرت لتكون واحدة من بين النساء القاتلات في السلسلة التلفزيونية المكسيكية الشهيرة نساء قاتلات  ، ومن أشهر الأفلام التي شاركت فيها٬ الفيلم الشهير «منزل بيليكانو» (بالإسبانية: La Casa del Pelícano)‏ . ومن آخر أعمالها تشارك جاكلين في المسلسل الجديد (بالإسبانية: Libre para amarte)‏ لعام 2013.

## روابط خارجية
- جاكلين آنديري على موقع IMDb (الإنجليزية)
- جاكلين آنديري على موقع ألو سيني (الفرنسية)
- جاكلين آنديري على موقع أول موفي (الإنجليزية)
- جاكلين آنديري على موقع قاعدة بيانات الفيلم (الإنجليزية)
- جاكلين آنديري على موقع كينوبويسك (الروسية)